# Nyakas kakas
A Nyakas kakas (eredeti cím: Un gallo con muchos huevos)  2015-ben bemutatott egész estés mexikói 3D-s számítógépes animációs film, amelyet Rodolfo Riva Palacio Alatriste és Gabriel Riva Palacio Alatriste rendezett. A zenéjét Zacarías M. de la Riva szerezte, a producerei Ignacio Martínez Casares és Mychal Simka voltak.
Mexikóban 2015. augusztus 20-án, Amerikában 2015. szeptember 4-én, Magyarországon 2016. április 14-én mutatták be a mozikban.

## Szereplők
| Szereplő               | Eredeti hang         | Magyar hang        |
| ---------------------- | -------------------- | ------------------ |
| Toto                   | Bruno Bichir         | Jéger Zsombor      |
| Willy                  | Carlos Espejel       | Seres Dániel       |
| Bibi                   | Angélica Vale        | Pálmai Anna        |
| Kicsi Kacsi            | Omar Chaparro        | Hamvas Dániel      |
| Di                     | Maite Perroni        | Andrusko Marcella  |
| Kukoritto              | Sergio Sendel        | Papp Dániel        |
| Csibi                  | Ninel Conde          | Botos Éva          |
| Snoop Duck             | Facundo              | Nagy Dániel Viktor |
| Don Tojás              | Humberto Vélez       | Bezerédi Zoltán    |
| Don Poncho             | Pepe Lavat           | Papp János         |
| Nagyi                  | María Alicia Delgado | Kassai Ilona       |
| Matías 'Sötét' Jimenez | Rubén Moya           | Törköly Levente    |
| Részeg pulyka          | Juan Frese           | Znamenák István    |
| Postás                 | Claudio Herrera      | Mészáros Tamás     |